# 埃登那龍屬

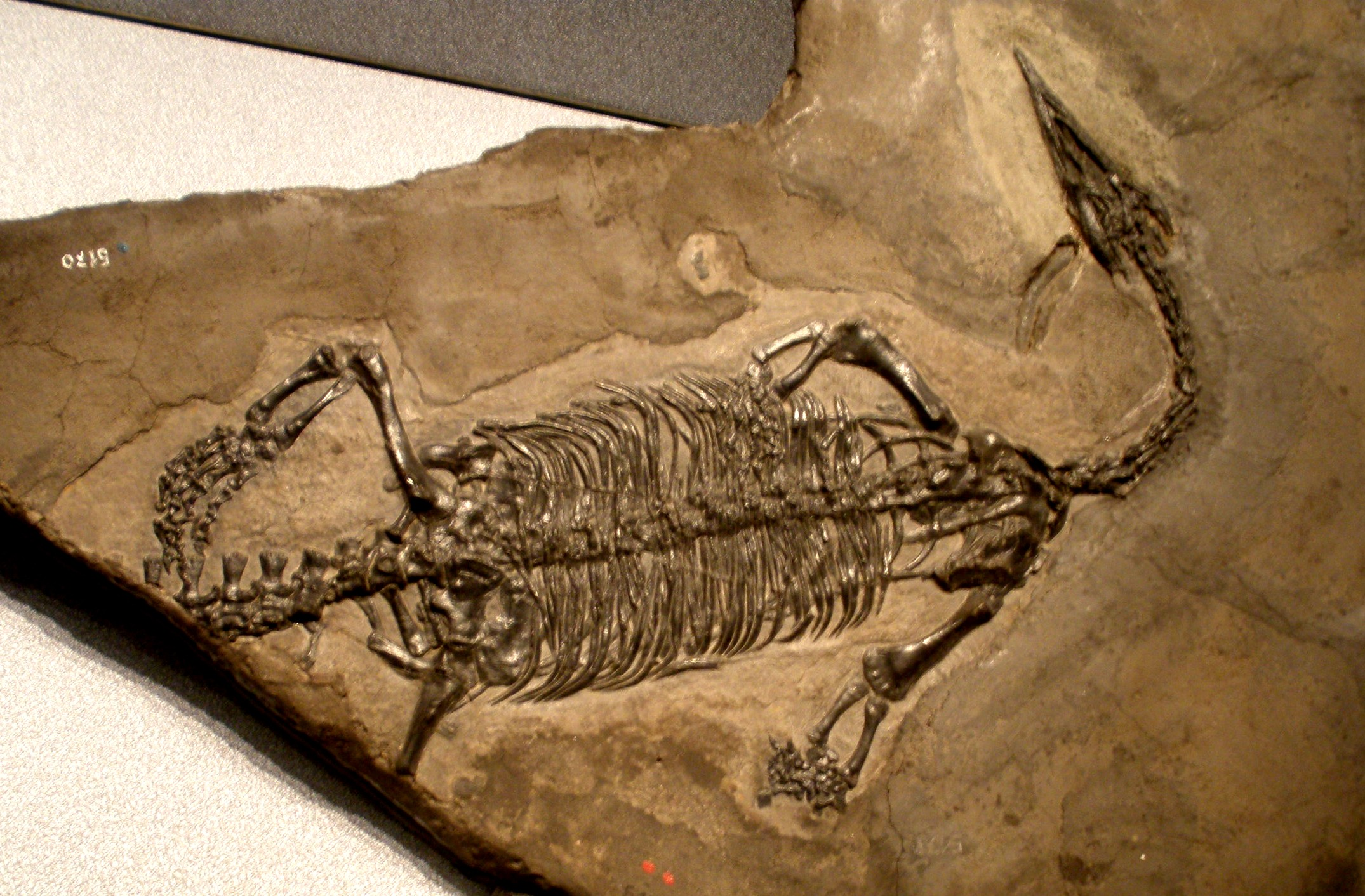
尖喙埃登那龍

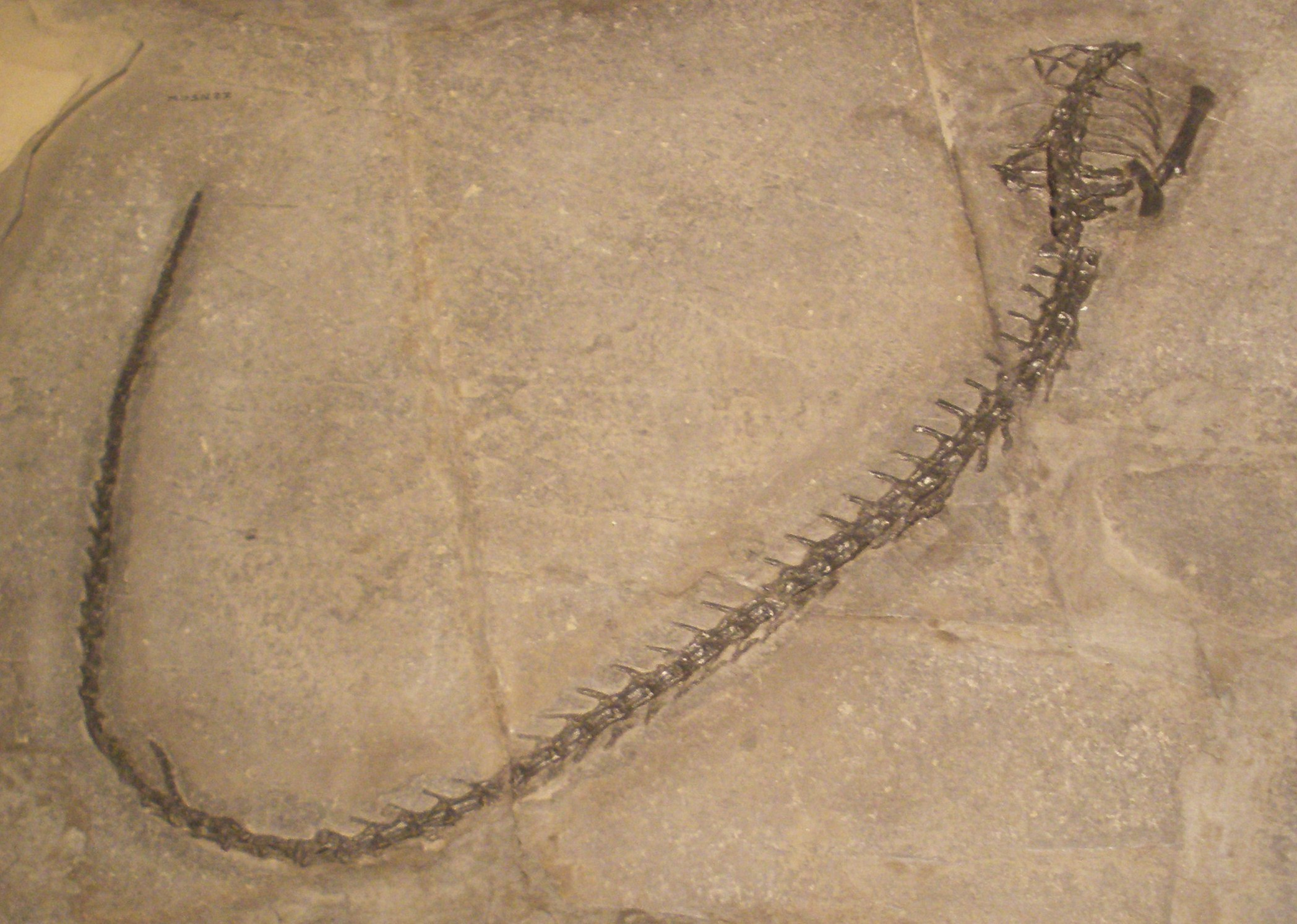
尖喙埃登那龍的尾部

埃登那龍屬（學名：Endennasaurus）是雙孔亞綱海龍目的一屬，生存於三疊紀晚期的義大利。体型长90厘米。